# Going! Going! Gone!
Going! Going! Gone! er en amerikansk stumfilm fra 1919 af Gilbert Pratt.

## Medvirkende
- Harold Lloyd
- Snub Pollard
- Bebe Daniels
- William Blaisdell
- Sammy Brooks